# Chasmina mexicana
Chasmina mexicana är en fjärilsart som beskrevs av Max Wilhelm Karl Draudt 1927. Chasmina mexicana ingår i släktet Chasmina och familjen nattflyn. Inga underarter finns listade i Catalogue of Life.